# Mikołaj Biernacki

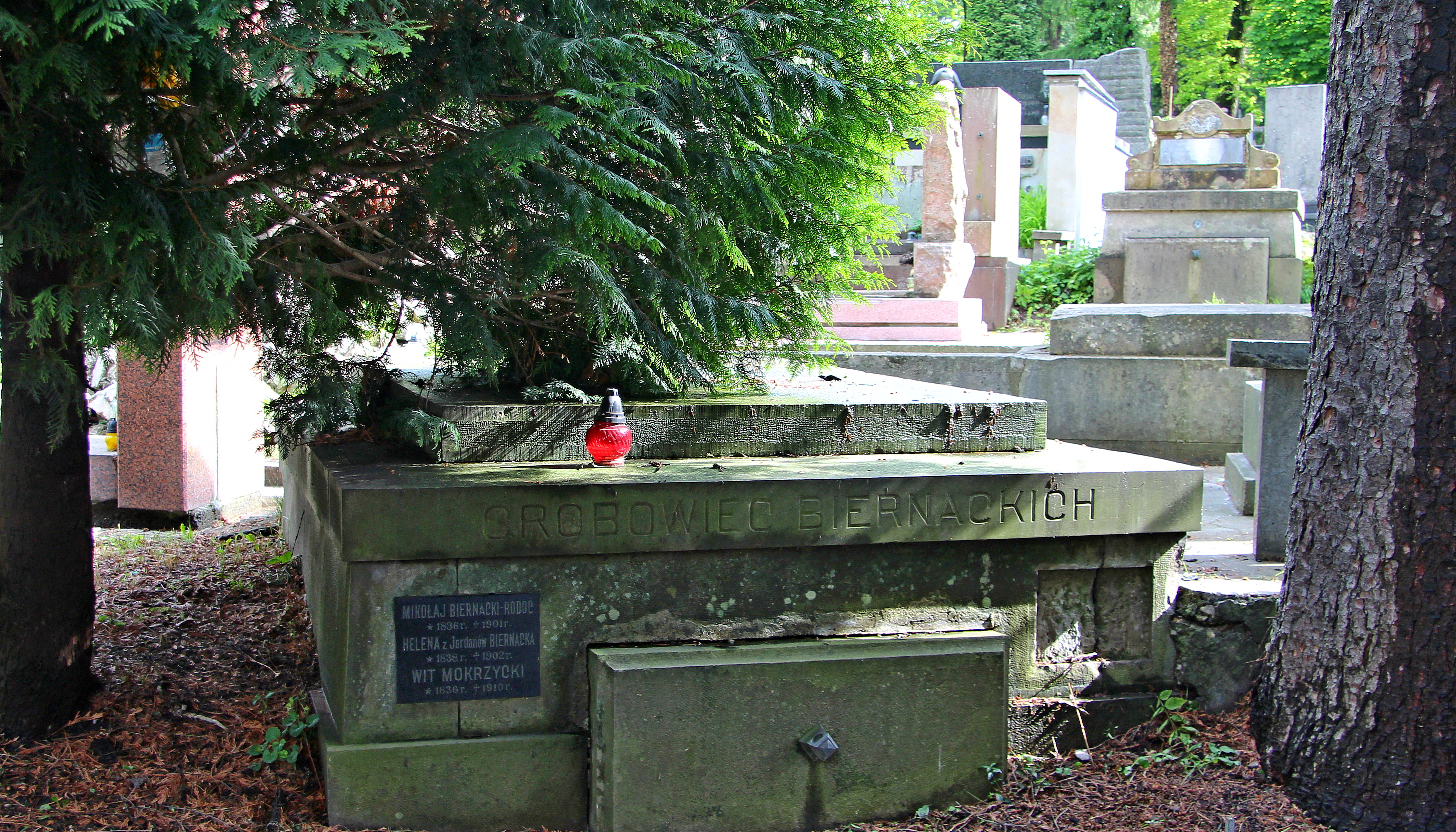
Grób Mikołaja Biernackiego

Mikołaj Biernacki pseud. Rodoć (ur. 6 czerwca 1836 w Cyganówce Zielenieckiej na Podolu, zm. 31 sierpnia 1901 we Lwowie) – polski poeta, satyryk, redaktor, współwłaściciel księgarni, wydawca, związany ze środowiskiem galicyjskich demokratów. 

## Życie poety
Urodzony 6 czerwca 1836 r. w Cyganówce Zielenieckiej pod Kamieńcem Podolskim w rodzinie ziemiańskiej. Ukończył Instytut Szlachecki i Kursy Prawne w Warszawie. Od 1856 do 1863 był urzędnikiem Komisji Spraw Wewnętrznych Królestwa Polskiego, następnie gospodarował w swoim majątku w siedleckiem. W 1874 przeniósł się do Galicji. Debiutował w 1876 tłumaczeniem piosenek Pierre-Jean de Bérangera (1780–1857). Współpracował z pismami humorystycznymi – krakowskim "Diabłem" i lwowskim "Szczutkiem". W 1877 roku wytoczono mu proces o sianie nienawiści wśród klas społecznych narodu.
Od 1878 r. mieszkał we Lwowie. W latach 1878–1881 redagował "Tydzień Literacki, Artystyczny, Naukowy i Społeczny". Był członkiem Koła Literacko-Artystycznego we Lwowie. Z miłości do książek sprzedał swój majątek Boczów, by być współwłaścicielem Księgarni Polskiej (1878-1881) wraz z A.D. Bartoszewiczem. Redagował też "Tydzień Polski" w l. 1879-1881. Straciwszy majątek, pracował jako urzędnik. 
Dwukrotnie żonaty. Pierwszą żoną była Natalia Szulc Holnicka, a po jej śmierci Helena Jordanówna - siostra Henryka Jordana. Miał z nią czworo dzieci: syna Edwarda i trzy córki. 
Zmarł śmiercią samobójczą 31 sierpnia 1901 r. we Lwowie i został pochowany na Cmentarzu Łyczakowskim.

## Twórczość
Od 1876 publikował w zeszytach utwory satyryczne o ogromnej różnorodności form poetyckich (wybór Piosnki i satyry 1879), napotykając na trudności ze strony cenzury austriackiej. Jego satyry miały charakter polityczno-społeczny. Atakował ugodowość stańczyków i konserwatyzm szlachty, ośmieszał jej obyczajowość.
Opublikował m.in.: Piosnki i gawędy (1876), Satyry obyczajowe I (1880), Satyry III (1890), Satyry i fraszki XII (1894), Satyry i fraszki w wyborach (1897, 1950), Pogadanki lwowskie.

## Literatura dodatkowa
- Adam Bar: Biernacki Mikołaj. W: Polski Słownik Biograficzny. T. 2: Beyzym Jan – Brownsford Marja. Kraków: Polska Akademia Umiejętności – Skład Główny w Księgarniach Gebethnera i Wolffa, 1936, s. 81–82. Reprint: Zakład Narodowy im. Ossolińskich, Kraków 1989, ISBN 83-04-03291-0